# Jacobus Cornelis Wijnandus Cossaar
Jacobus Cornelis Wijnandus Cossaar, auch Jacobus Comelis Wyand Cossaar, (geboren am 8. August 1874 in Amsterdam; gestorben am 25. November 1966 in Den Haag) war ein niederländischer Aquarellist, Architekturmaler und Zeichner. Er hatte den Spitznamen „Ko“ und wurde in der Literatur oft als „Jan Cossaar“ bezeichne. Seine Werke signierte er mit „J. Cossaar“.

## Leben
Cossaar war ein Sohn Jacobus Cornelis Cossaar und dessen Frau Jacoba Wijnanda (geborene Koster). Sein Vater vermittelte ihm eine Lehre als Anstreicher und er machte anschließend bei August Allebé eine Ausbildung zum Bühnenmaler und besuchte die Tekenschool voor Kunstambachten (Zeichenschule für Kunsthandwerk). Im Alter von 14 Jahren malte er Kulissen für die Hollandsche Schouwburg und mit 17 wurde er mit der Leitung der Kulissenwerkstatt betraut. Cossaar studierte Malerei in Abendkursen an der Koninklijken Akademie van Beeldende Kunsten in Amsterdam. Dort war er ein Schüler von Marius Alexander Jacques Bauer und George Hendrik Breitner. Er verdiente sich seinen Lebensunterhalt ab 1890 zunächst als Dekorationsmaler am Theater Frascati.
Im Jahr 1901 konnte er mit einem Stipendium der Willink van Collen Stiftung (Willink van Collenprijs) Studienreisen nach London und Paris unternehmen. In London begegnete er Matthijs Maris und Lawrence Alma-Tadema. Anschließend arbeitete er in Den Haag und von 1907 bis 1909 in Rotterdam. Er besuchte auch später wiederholt Paris und London. 1909 ließ er sich dauerhaft in Den Haag nieder. Anfangs malte er überwiegend pariser und londoner Straßen- und Hafenansichten. In seiner Zeit in Paris arbeitete Cossaar am Montmartre oftmals gemeinsam mit Kees van Dongen und fertigte Skizzen, Tusche- und Bleistiftzeichnungen oder Milieustudien an. In London fertigte er Bilder mit Großstadtszenen, von belebten Straßen und Brücken, aber auch von farbigen Reklametafeln. Der Londoner Hafen bot ihm neue Motive, darunter in Dreimaster, die ihre Segel zum Trocknen in den Wind hielten. Nach 1909 verlegte er sich auf die Darstellung von Außen- und Innenansichten von Kirchen in Florenz, Mailand, Venedig, Chartres, Reims und London. Er schloss einen exklusiven Vertrag mit dem Londoner Kunsthändler Goupil.
Cossaar nahm auch Anregungen aus der Literatur auf, so beispielsweise von Dante Alighieris La Divina Commedia oder von Werken Victor Hugos und Émile Zolas. Leonardus Josephus Niehorster wurde sein Schüler.  Schüler der dortigen Akademie. Er reiste 1901 nach London, das er seitdem mehrmals aufsuchte und hielt sich auch öfters in Paris auf. Seine Werke waren ab 1901 auf Ausstellungen in den Pariser Salons in London oder den Niederlanden vertreten.

## Familie
Cossaar war seit dem 8. Februar 1907 mit Maurina Joanna Alida (geborene Moonen; um 1884 – † 15. Juli 1969) verheiratet, einer Tochter von Hendrik Johannes Moonen und dessen Frau Johanna Sara Mennes.
- Johanna Jacoba Cossaar (* 25. September 1907)
- Maurina Jacoba Cossaar (* 17. Februar 1916)
- Wijnanda Cossaar (* 25. August 1918 – 15. April 2009)
- Jacqueline (Sjaakje) Cossaar (15. Dezember 1921 –  7. September 1929)

## Mitgliedschaften (Auswahl)
- 1918 Haagse Kunstkring (Den Haag)
- Arti et Amicitiae (Amsterdam)

## Werke (Auswahl)
In England malte Cossaar Stadt- und Hafenansichten im impressionistischen Stil und Landschaften von Yorkshires Küste. In den 1920er bis 1930er Jahren schuf er zahlreiche Szenen mit Engeln, Darstellungen mystischer Erlebnisse und biblischer Szenen. Er malte aber auch Familienszenen und Porträts.
- St Paul’s Cathedral, London (im 2. Weltkrieg zerstört)
- Handelsschifffahrt in Rotterdam
- Schiffe auf dem Fluss Schie
- From the Tower Bridge
- Regent Street
- Innenraum von San Marco
- In der St. Paulskirch (Aquarell)
- Normannisches Interieur (Aquarell)